# Noctua fumida
Noctua fumida är en fjärilsart som beskrevs av W. Warren 1909. Noctua fumida ingår i släktet Noctua och familjen nattflyn. Inga underarter finns listade i Catalogue of Life.